# Montsalvy
Montsalvy je naselje in občina v osrednjem francoskem departmaju Cantal regije Auvergne. Leta 1999 je naselje imelo 896 prebivalcev.

## Geografija
Kraj se nahaja v pokrajini Auvergne 32 km južno od Aurillaca.

## Uprava
Montsalvy je sedež istoimenskega kantona, v katerega so poleg njegove vključene še občine Calvinet, Cassaniouze, Junhac, Labesserette, Lacapelle-del-Fraisse, Ladinhac, Lafeuillade-en-Vézie, Lapeyrugue, Leucamp, Sansac-Veinazès, Sénezergues in Vieillevie s 4.617 prebivalci.
Kanton Montsalvy je sestavni del okrožja Aurillac.

## Zanimivosti
- Le Puy de l'Arbre, nekdanje gradišče Château de Mandulphe iz 8. do 13. stoletja.